# Romano Marinai
Romano Marinai (Cascina, 16 ottobre 1940) è un ex calciatore italiano, di ruolo centrocampista.

## Carriera

Da sinistra: Marinai, capitano ternano, saluta il perugino Mazzia nel derby umbro del 28 marzo 1971.

Dopo gli inizi con Pisa e Pontedera, nell'estate 1961 passa al Lecco, militante in Serie A, con cui esordisce in massima serie l'11 marzo 1962 in occasione di Udinese-Lecco 2-1; resta in riva al lago due stagioni, la prima in massima categoria e la seconda in Serie B, senza tuttavia riuscire a imporsi come titolare (16 presenze complessive).
Prosegue quindi la carriera in Serie C con diverse formazioni fino al passaggio nel 1965 alla Ternana: a Terni Marinai trova la sua dimensione ideale diventando capitano e bandiera del sodalizio rossoverde, partecipando alla scalata dalla C alla A e fornendo un grande contributo, soprattutto in occasione della storica promozione in massima categoria della stagione 1971-72 in cui realizza ben 7 reti, spesso decisive.
Tra le reti più importanti a Terni, quella al derby della stagione 1970-1971, terminato 1-1 col suo gol in rovesciata all'ultimo minuto, entrando tra i giocatori indimenticabili per la tifoseria rossoverde. Con 270 presenze complessive è secondo per partite con la maglia della Ternana, superato solo negli anni 80 da Gabriele Ratti.

## Statistiche
| Stagione        | Squadra         | Campionato      | Campionato | Campionato |
| Stagione        | Squadra         | Comp            | Pres       | Reti       |
| --------------- | --------------- | --------------- | ---------- | ---------- |
| 1959-1960       | Pisa            | B               | 8          | 3          |
| 1960-1961       | Pontedera       | C               | 28         | 1          |
| 1961-1962       | Lecco           | A               | 3          | 0          |
| 1962-1963       | Lecco           | B               | 13         | 1          |
| Totale Lecco    | Totale Lecco    | Totale Lecco    | 16         | 1          |
| 1963-1964       | Savona          | C               | 25         | 3          |
| 1964-1965       | Carrarese       | C               | 30         | 0          |
| 1965-1966       | Ternana         | C               | 31         | 2          |
| 1966-1967       | Ternana         | C               | 31         | 1          |
| 1967-1968       | Ternana         | C               | 33         | 1          |
| 1968-1969       | Ternana         | B               | 24         | 1          |
| 1969-1970       | Ternana         | B               | 34         | 3          |
| 1970-1971       | Ternana         | B               | 30         | 3          |
| 1971-1972       | Ternana         | B               | 38         | 7          |
| 1972-1973       | Ternana         | A               | 33         | 3          |
| Totale Ternana  | Totale Ternana  | Totale Ternana  | 254        | 21         |
| 1973-1974       | Mantova         | C               | 33         | 0          |
| 1974-1975       | Poggibonsi      | D               | 29         | 2          |
| 1975-1976       | Poggibonsi      | D               | 12         | 0          |
| Totale carriera | Totale carriera | Totale carriera | 402        | 31         |

## Palmarès
- Campionato italiano Serie C: 1

Ternana: 1967-1968 (girone C)
- Campionato italiano di Serie B: 1

Ternana: 1971-1972